# Universidade Mahidol
A Universidade Mahidol (em tailandês: มหาวิทยาลัย มหิดล, pronunciado: ma-rri-don) é uma universidade pública da Tailândia, localizada em Bangkok, capital do país. Foi criada em 1888 como uma Escola de Médicos do Hospital Siriraj (atual Escola Médica Siriraj) e reorganizada em 1943 como Universidade de Ciências Médicas (em tailandês: มหาวิทยาลัย แพทยศาสตร์ j ). A universidade é originalmente focada em Ciências da Saúde, mas também expandiu-se para outros campos nas últimas décadas. Mahidol sediou a primeira escola médica da Tailândia, o Siriraj Medical School, a partir do qual a universidade traçou sua origem. Hoje, a universidade oferece uma gama de pós-graduação (principalmente internacionais) e programas de graduação de ciências naturais às artes liberais com campi remotos nas províncias de Kanchanaburi, Nakhon Sawan e Amnat Charoen. Em termos de orçamento fiscal e parte do orçamento gasto em programas de pesquisa, Mahidol recebe o maior orçamento entre qualquer universidade pública tailandesa; cerca de US$ 147 milhões por ano, a maioria dos quais é concedido para programas de pesquisa de pós-graduação. 
A Universidade Mahidol tem sido classificada como a mais prestigiada na Tailândia desde 2011, pela QS Asian University Rankings. Em 2015, a Universidade de Mahidol foi classificada como uma das 100 melhores universidades do mundo para estudar medicina, de acordo com a World University Rankings QS.